# Larry Brown (basquetbol)
Lawrence Harvey "Larry" Brown (Brooklyn, Nova York, Estats Units, 14 de setembre de 1940), és un exjugador i actual entrenador de bàsquet estatunidenc. Va disputar com a jugador 5 temporades de l'ABA, després de retirar-se es va dedicar a les tasques d'entrenador, professió en la qual porta 28 anys dirigint equips de l'ABA i de l'NBA.
És entrenador des de 1975, havent exercit tant a nivell universitari com professional. Ha guanyat més de 1.000 partits entre les dues lligues professionals (ABA i NBA) i és l'únic entrenador de la història de l'NBA en portar 7 equips diferents als playoffs. És també l'únic a entrenar dues franquícies diferents en una mateixa temporada (San Antonio Spurs i Los Angeles Clippers durant la temporada 1992-93). També és l'únic entrenador en guanyar la NCAA (1988, amb la Universitat de Kansas) i la NBA (2004 amb Detroit Pistons). Va ser elegit membre del Basketball Hall of Fame el 27 de setembre de 2002.